# Armando Cuitláhuac Amador Sandoval
Armando Cuitláhuac Amador Sandoval (Guadalupe, Zacatecas, México, 24 de diciembre de 1897-Ciudad de México, 30 de octubre de 1981) fue un embajador mexicano.

## Vida
Armando Cuitláhuac Amador Sandoval nació en Zacatecas siendo sus padres Elías Amador y Josefa Muro Sandoval Amador. De 1922 a 1932 escribió como periodista para El Universal Ilustrado.
En 1931 fue cónsul en Nueva Orleans. En 1932 fue cónsul en Del Rio (Texas). El 28 de abril de 1933 fue nombrado cónsul en Yokohama, Japón.  Él abrió un consulado en Nanjing en 1936, el cual trasladó a Shanghai el 12 de diciembre de 1937. Cuando el Kuomintang de Lin Sen trasladó su sede de gobierno a Chongqing a finales de 1937, al comienzo de la segunda guerra sino-japonesa, Armando Cuitlahuac Amador Sandoval permaneció en Shanghai y se convirtió en encargado de negocios del gobierno de Liang Hongzhi, que se reunió en Nankín el 28 de marzo de 1938.
El 1 de mayo de 1940 fue trasladado de Shanghai a Tegucigalpa como secretario de primera clase de la embajada.
En 1944 publicó Tres cuentos mexicanos.
De marzo a octubre de 1950, dirigió el departamento de comercio exterior de la Secretaría de Relaciones Exteriores y explicó en un memorándum por qué el gobierno mexicano no reconocía el régimen de Francisco Franco.
Del 21 de mayo de 1954 al 4 de octubre de 1960, representó al gobierno mexicano en la Organización de los Estados Americanos. El 20 de junio de 1955, César Augusto Bunge Guerrico Álvarez Calderón (San Sebastián, España, 9 de noviembre de 1918-Buenos Aires, Argentina, 15 de abril de 2002) dimitió como Presidente del Consejo Económico y Social Interamericano y Armando Cuitlahuac Amador Sandoval le sustituyó en el cargo.
El 16 de abril de 1959 firmó los estatutos fundacionales del Banco Interamericano de Desarrollo para México.